# 18127 Denversmith
18127 Denversmith è un asteroide della fascia principale. Scoperto nel 2000, presenta un'orbita caratterizzata da un semiasse maggiore pari a 2,2935526 UA e da un'eccentricità di 0,1699605, inclinata di 5,53188° rispetto all'eclittica.